# طواف أين 2023
طواف أين 2023 (بالفرنسية: Tour de l'Ain 2023)‏ هو سباق دراجات هوائية من فئة  سباق المرحلة، وهو الموسم الخامس والثلاثين من طواف أين، وأقيم خلال الفترة من 31 يوليو 2023، وحتى 2 أغسطس 2023 ضمن سباقات طواف أوروبا للدراجات 2023.
فاز بالمركز الأول وفي ترتيب النقاط مايكل ستورر، وفاز بالمركز الثاني وفي تصنيف القتال كيني إليسوند، وفاز بالمركز الثالث Nicolas Prodhomme ‏، وفاز في تصنيف الجبال ليليان كالجمان، وفاز في ترتيب الفرق إف دي جي، وفاز في ترتيب النقاط للشباب Joris Delbove ‏.

## الفرق
| فرق عالمية (7)- Cofidis - AG2R Citroën Team - EF Education-EasyPost - Groupama-FDJ - Intermarché-Circus-Wanty - Arkéa-Samsic - Lidl-Trek فرق برو (3)- TotalEnergies - Q36.5 Pro Cycling Team ‏ - سويس ريسينغ أكادمي 2023 ‏ فرق قارية (6)- XDS Astana Development Team ‏ - CIC U Nantes Atlantique ‏ - Van Rysel–Roubaix ‏ - إتش بي بي تي بي – أوبير 93 ‏ - Nice Métropole Côte d'Azur ‏ - Leopard TOGT Pro Cycling ‏ فريق وطني- منتخب ألمانيا الوطني لسباق الدراجات على الطريق للرجال تحت 23 سنة ‏ |  |
| |  |

## المراحل
| قائمة المراحل | قائمة المراحل | قائمة المراحل                   | قائمة المراحل | قائمة المراحل | قائمة المراحل   | قائمة المراحل   |
| المرحلة       | التاريخ       | الدورة                          |               | المسافة (كم)  | الفائز بالمرحلة | القائد العام    |
| ------------- | ------------- | ------------------------------- | ------------- | ------------- | --------------- | --------------- |
| المرحلة 1     | 31 يوليو      | لوييت، أين – La Plaine Tonique ‏ | مرحلة مستوية  | 154           | جيك ستيوارت     | جيك ستيوارت     |
| المرحلة 2     | 1 أغسطس       | سان-فولباس، أين – لانيو، أين    | مرحلة التلال  | 124           | ألكساندر سيبيدا | ألكساندر سيبيدا |
| المرحلة 3     | 3 أغسطس       | أويونا، أين – Monts Jura ‏       | مرحلة التلال  | 137           | مايكل ستورر     | مايكل ستورر     |

## النتيجة

### مرحلة 1
هي مرحلة مستوية، أقيمت في 31 يوليو 2023، وامتدّت لمسافة 154 كيلومتر. فاز بالمركز الأول، وتصدر ترتيب النقاط والترتيب العام في نهاية المرحلة جيك ستيوارت، وتصدر ترتيب الفرق CIC U Nantes Atlantique ‏، وتصدر ترتيب النقاط للشباب Tobias Müller ‏، وتصدر ترتيب التسلق وتصنيف القتال مادس أوسترغارد كريستنسن ‏.

### مرحلة 2
هي مرحلة جبلية، أقيمت في 1 أغسطس 2023، وامتدّت لمسافة 124 كيلومتر. فاز بالمركز الأول، وتصدر ترتيب النقاط والترتيب العام في نهاية المرحلة ألكساندر سيبيدا، وتصدر ترتيب النقاط للشباب روبن تومسون، وتصدر ترتيب التسلق مادس أوسترغارد كريستنسن ‏، وتصدر ترتيب الفرق إي أف إديوكيشن نيبو، وتصدر تصنيف القتال Thomas Devaux ‏.

### مرحلة 3
هي مرحلة جبلية، أقيمت في 3 أغسطس 2023، وامتدّت لمسافة 137 كيلومتر. فاز بالمركز الأول، وتصدر الترتيب العام في نهاية المرحلة مايكل ستورر، وتصدر تصنيف القتال ليليان كالجمان.

## المشاركون
| Cofidis COF | Cofidis COF      | Cofidis COF      |
| ----------- | ---------------- | ---------------- |
| م           | عداء             | مرتبة            |
| 1           | خيسوس هييرادة    | 7                |
| 2           | François Bidard ‏ | 34               |
| 3           | Axel Mariault ‏   | لم يكمل السباق-3 |
| 4           | بيير لوك بيريشون | 64               |
| 5           | Rémy Rochas ‏     | 43               |
| 6           | Hugo Toumire ‏    | 27               |

| AG2R Citroën Team ACT | AG2R Citroën Team ACT   | AG2R Citroën Team ACT |
| --------------------- | ----------------------- | --------------------- |
| م                     | عداء                    | مرتبة                 |
| 11                    | Jaakko Hänninen ‏        | 15                    |
| 12                    | Aurélien Paret-Peintre ‏ | لم يكمل السباق-2      |
| 13                    | Valentin Paret-Peintre ‏ | لم يكمل السباق-3      |
| 14                    | Nans Peters ‏            | لم يكمل السباق-3      |
| 15                    | Nicolas Prodhomme ‏      | 5                     |
| 16                    | كليمان فنتوريني         | 46                    |

| EF Education-EasyPost EFE | EF Education-EasyPost EFE | EF Education-EasyPost EFE |
| ------------------------- | ------------------------- | ------------------------- |
| م                         | عداء                      | مرتبة                     |
| 21                        | ألكساندر سيبيدا           | 22                        |
| 22                        | هيو كارثي                 | لم يبدأ-3                 |
| 23                        | مرحاوي قدس                | 10                        |
| 24                        | Andrea Piccolo ‏           | 21                        |
| 25                        | Jonas Rutsch ‏             | 68                        |
| 26                        | مايكل فالغرين             | 35                        |

| Groupama-FDJ GFC | Groupama-FDJ GFC | Groupama-FDJ GFC |
| ---------------- | ---------------- | ---------------- |
| م                | عداء             | مرتبة            |
| 31               | Fabian Lienhard ‏ | 60               |
| 32               | رودي مولار       | 8                |
| 33               | Enzo Paleni ‏     | 48               |
| 34               | مايكل ستورر      | 1                |
| 35               | جيك ستيوارت      | 61               |
| 36               | روبن تومسون      | 20               |

| Intermarché-Circus-Wanty ICW | Intermarché-Circus-Wanty ICW | Intermarché-Circus-Wanty ICW |
| ---------------------------- | ---------------------------- | ---------------------------- |
| م                            | عداء                         | مرتبة                        |
| 41                           | ليليان كالجمان               | 3                            |
| 42                           | Alexy Faure Prost ‏           | 14                           |
| 43                           | آرنه ماريت ‏                  | 53                           |
| 44                           | Simone Petilli ‏              | 31                           |
| 45                           | بابتيست بلانكايرت            | 58                           |
| 46                           | Laurenz Rex ‏                 | 65                           |

| Lidl-Trek LTK | Lidl-Trek LTK            | Lidl-Trek LTK |
| ------------- | ------------------------ | ------------- |
| م             | عداء                     | مرتبة         |
| 52            | جوليان برنارد            | 9             |
| 53            | كيني إليسوند             | 2             |
| 54            | Amanuel Ghebreigzabhier ‏ | 17            |
| 55            | Emīls Liepiņš ‏           | 47            |

| Arkéa-Samsic ARK | Arkéa-Samsic ARK  | Arkéa-Samsic ARK |
| ---------------- | ----------------- | ---------------- |
| م                | عداء              | مرتبة            |
| 61               | كريستيان رودريغيز | لم يبدأ-2        |
| 62               | ماكسيم بويه       | 63               |
| 63               | هوغو هوفستيتر     | 52               |
| 64               | ايلي جيسبرت       | 6                |
| 66               | ناصر بوهاني       | 67               |

| Q36.5 Pro Cycling Team ‏ Q36 | Q36.5 Pro Cycling Team ‏ Q36 | Q36.5 Pro Cycling Team ‏ Q36 |
| --------------------------- | --------------------------- | --------------------------- |
| م                           | عداء                        | مرتبة                       |
| 71                          | Negasi Haylu Abreha ‏        | 75                          |
| 72                          | ماتيو باديلاتي              | 16                          |
| 73                          | كوري ديفيس ‏                 | 32                          |
| 74                          | Tom Devriendt ‏              | 59                          |
| 75                          | داميان هاوسون               | 49                          |
| 76                          | Antonio Puppio ‏             | 77                          |

| TotalEnergies TEN | TotalEnergies TEN | TotalEnergies TEN |
| ----------------- | ----------------- | ----------------- |
| م                 | عداء              | مرتبة             |
| 81                | Fabien Doubey ‏    | 33                |
| 82                | Geoffrey Soupe ‏   | 36                |
| 83                | Paul Ourselin ‏    | 30                |
| 84                | Jason Tesson ‏     | لم يكمل السباق-3  |
| 85                | دريس فان جيستل    | 57                |
| 86                | الكسيس فويليرموز  | لم يكمل السباق-2  |

| سويس ريسينغ أكادمي ‏ TUD | سويس ريسينغ أكادمي ‏ TUD | سويس ريسينغ أكادمي ‏ TUD |
| ----------------------- | ----------------------- | ----------------------- |
| م                       | عداء                    | مرتبة                   |
| 91                      | Nils Brun ‏              | 38                      |
| 92                      | Aloïs Charrin ‏          | لم يكمل السباق-3        |
| 93                      | Robin Froidevaux ‏       | 69                      |
| 94                      | Simon Pellaud ‏          | 4                       |
| 95                      | سيباستيان رايشنباخ      | 13                      |
| 96                      | Luc Wirtgen ‏            | 23                      |

| XDS Astana Development Team ‏ AQD | XDS Astana Development Team ‏ AQD | XDS Astana Development Team ‏ AQD |
| -------------------------------- | -------------------------------- | -------------------------------- |
| م                                | عداء                             | مرتبة                            |
| 101                              | Harold Martín López ‏             | 29                               |
| 102                              | Alexander Winokurow              | 78                               |
| 103                              | Nil Aguilera ‏                    | 82                               |
| 104                              | Gleb Brussenskiy ‏                | 81                               |
| 105                              | Igor Chzhan ‏                     | 79                               |
| 106                              | Daniil Pronskiy ‏                 | 80                               |

| CIC U Nantes Atlantique ‏ UCN | CIC U Nantes Atlantique ‏ UCN | CIC U Nantes Atlantique ‏ UCN |
| ---------------------------- | ---------------------------- | ---------------------------- |
| م                            | عداء                         | مرتبة                        |
| 111                          | Jordan Jegat ‏                | 12                           |
| 112                          | Yaël Joalland ‏               | 45                           |
| 113                          | ايمانويل مورين               | 71                           |
| 114                          | Maël Guégan ‏                 | 54                           |
| 115                          | Robin Plamondon ‏             | 62                           |

| Leopard TOGT Pro Cycling ‏ LTP | Leopard TOGT Pro Cycling ‏ LTP | Leopard TOGT Pro Cycling ‏ LTP |
| ----------------------------- | ----------------------------- | ----------------------------- |
| م                             | عداء                          | مرتبة                         |
| 121                           | ماتياس بريجنهوج ‏              | 11                            |
| 122                           | إميل فينجبو                   | 55                            |
| 123                           | أندرياس ستوكبرو               | 37                            |
| 124                           | مادس أوسترغارد كريستنسن ‏      | 74                            |
| 125                           | Oliver Knudsen ‏               | لم يكمل السباق-3              |
| 126                           | Mats Wenzel ‏                  | 24                            |

| Nice Métropole Côte d'Azur ‏ NMC | Nice Métropole Côte d'Azur ‏ NMC | Nice Métropole Côte d'Azur ‏ NMC |
| ------------------------------- | ------------------------------- | ------------------------------- |
| م                               | عداء                            | مرتبة                           |
| 131                             | Edouard Bonnefoix ‏              | 51                              |
| 132                             | Tristan Delacroix ‏              | 72                              |
| 133                             | Jean Goubert ‏                   | 42                              |
| 134                             | Julian Lino ‏                    | 56                              |
| 135                             | Andrea Mifsud ‏                  | لم يكمل السباق-3                |
| 136                             | Larry Valvasori ‏                | لم يكمل السباق-3                |

| إتش بي بي تي بي – أوبير 93 ‏ AUB | إتش بي بي تي بي – أوبير 93 ‏ AUB | إتش بي بي تي بي – أوبير 93 ‏ AUB |
| ------------------------------- | ------------------------------- | ------------------------------- |
| م                               | عداء                            | مرتبة                           |
| 141                             | Romain Cardis ‏                  | 40                              |
| 142                             | Nicolas Debeaumarché ‏           | 39                              |
| 143                             | Thomas Devaux ‏                  | لم يكمل السباق-3                |
| 144                             | Joris Delbove ‏                  | 19                              |
| 145                             | Théo Delacroix ‏                 | 76                              |
| 146                             | Thomas Gachignard ‏              | 26                              |

| Van Rysel–Roubaix ‏ VRL | Van Rysel–Roubaix ‏ VRL | Van Rysel–Roubaix ‏ VRL |
| ---------------------- | ---------------------- | ---------------------- |
| م                      | عداء                   | مرتبة                  |
| 151                    | Maximilien Juillard ‏   | 28                     |
| 152                    | Célestin Guillon ‏      | 50                     |
| 153                    | Maxime Jarnet ‏         | 25                     |
| 154                    | كيني مولي              | 41                     |
| 155                    | Baptiste Huyet ‏        | 18                     |
| 156                    | Eliot Pauchard ‏        | 44                     |

| منتخب ألمانيا الوطني لسباق الدراجات على الطريق للرجال تحت 23 سنة ‏ GER | منتخب ألمانيا الوطني لسباق الدراجات على الطريق للرجال تحت 23 سنة ‏ GER | منتخب ألمانيا الوطني لسباق الدراجات على الطريق للرجال تحت 23 سنة ‏ GER |
| --------------------------------------------------------------------- | --------------------------------------------------------------------- | --------------------------------------------------------------------- |
| م                                                                     | عداء                                                                  | مرتبة                                                                 |
| 161                                                                   | Cedric Abt ‏                                                           | لم يكمل السباق-3                                                      |
| 162                                                                   | Vincent John ‏                                                         | لم يبدأ-3                                                             |
| 163                                                                   | Luca Martin‏                                                           | 73                                                                    |
| 164                                                                   | Tobias Müller ‏                                                        | 66                                                                    |
| 165                                                                   | Jan Rinklef ‏                                                          | لم يكمل السباق-3                                                      |
| 166                                                                   | Henri Uhlig ‏                                                          | 70                                                                    |

| Cofidis COF | Cofidis COF      | Cofidis COF      |
| ----------- | ---------------- | ---------------- |
| م           | عداء             | مرتبة            |
| 1           | خيسوس هييرادة    | 7                |
| 2           | François Bidard ‏ | 34               |
| 3           | Axel Mariault ‏   | لم يكمل السباق-3 |
| 4           | بيير لوك بيريشون | 64               |
| 5           | Rémy Rochas ‏     | 43               |
| 6           | Hugo Toumire ‏    | 27               |

| AG2R Citroën Team ACT | AG2R Citroën Team ACT   | AG2R Citroën Team ACT |
| --------------------- | ----------------------- | --------------------- |
| م                     | عداء                    | مرتبة                 |
| 11                    | Jaakko Hänninen ‏        | 15                    |
| 12                    | Aurélien Paret-Peintre ‏ | لم يكمل السباق-2      |
| 13                    | Valentin Paret-Peintre ‏ | لم يكمل السباق-3      |
| 14                    | Nans Peters ‏            | لم يكمل السباق-3      |
| 15                    | Nicolas Prodhomme ‏      | 5                     |
| 16                    | كليمان فنتوريني         | 46                    |

| EF Education-EasyPost EFE | EF Education-EasyPost EFE | EF Education-EasyPost EFE |
| ------------------------- | ------------------------- | ------------------------- |
| م                         | عداء                      | مرتبة                     |
| 21                        | ألكساندر سيبيدا           | 22                        |
| 22                        | هيو كارثي                 | لم يبدأ-3                 |
| 23                        | مرحاوي قدس                | 10                        |
| 24                        | Andrea Piccolo ‏           | 21                        |
| 25                        | Jonas Rutsch ‏             | 68                        |
| 26                        | مايكل فالغرين             | 35                        |

| Groupama-FDJ GFC | Groupama-FDJ GFC | Groupama-FDJ GFC |
| ---------------- | ---------------- | ---------------- |
| م                | عداء             | مرتبة            |
| 31               | Fabian Lienhard ‏ | 60               |
| 32               | رودي مولار       | 8                |
| 33               | Enzo Paleni ‏     | 48               |
| 34               | مايكل ستورر      | 1                |
| 35               | جيك ستيوارت      | 61               |
| 36               | روبن تومسون      | 20               |

| Intermarché-Circus-Wanty ICW | Intermarché-Circus-Wanty ICW | Intermarché-Circus-Wanty ICW |
| ---------------------------- | ---------------------------- | ---------------------------- |
| م                            | عداء                         | مرتبة                        |
| 41                           | ليليان كالجمان               | 3                            |
| 42                           | Alexy Faure Prost ‏           | 14                           |
| 43                           | آرنه ماريت ‏                  | 53                           |
| 44                           | Simone Petilli ‏              | 31                           |
| 45                           | بابتيست بلانكايرت            | 58                           |
| 46                           | Laurenz Rex ‏                 | 65                           |

| Lidl-Trek LTK | Lidl-Trek LTK            | Lidl-Trek LTK |
| ------------- | ------------------------ | ------------- |
| م             | عداء                     | مرتبة         |
| 52            | جوليان برنارد            | 9             |
| 53            | كيني إليسوند             | 2             |
| 54            | Amanuel Ghebreigzabhier ‏ | 17            |
| 55            | Emīls Liepiņš ‏           | 47            |

| Arkéa-Samsic ARK | Arkéa-Samsic ARK  | Arkéa-Samsic ARK |
| ---------------- | ----------------- | ---------------- |
| م                | عداء              | مرتبة            |
| 61               | كريستيان رودريغيز | لم يبدأ-2        |
| 62               | ماكسيم بويه       | 63               |
| 63               | هوغو هوفستيتر     | 52               |
| 64               | ايلي جيسبرت       | 6                |
| 66               | ناصر بوهاني       | 67               |

| Q36.5 Pro Cycling Team ‏ Q36 | Q36.5 Pro Cycling Team ‏ Q36 | Q36.5 Pro Cycling Team ‏ Q36 |
| --------------------------- | --------------------------- | --------------------------- |
| م                           | عداء                        | مرتبة                       |
| 71                          | Negasi Haylu Abreha ‏        | 75                          |
| 72                          | ماتيو باديلاتي              | 16                          |
| 73                          | كوري ديفيس ‏                 | 32                          |
| 74                          | Tom Devriendt ‏              | 59                          |
| 75                          | داميان هاوسون               | 49                          |
| 76                          | Antonio Puppio ‏             | 77                          |

| TotalEnergies TEN | TotalEnergies TEN | TotalEnergies TEN |
| ----------------- | ----------------- | ----------------- |
| م                 | عداء              | مرتبة             |
| 81                | Fabien Doubey ‏    | 33                |
| 82                | Geoffrey Soupe ‏   | 36                |
| 83                | Paul Ourselin ‏    | 30                |
| 84                | Jason Tesson ‏     | لم يكمل السباق-3  |
| 85                | دريس فان جيستل    | 57                |
| 86                | الكسيس فويليرموز  | لم يكمل السباق-2  |

| سويس ريسينغ أكادمي ‏ TUD | سويس ريسينغ أكادمي ‏ TUD | سويس ريسينغ أكادمي ‏ TUD |
| ----------------------- | ----------------------- | ----------------------- |
| م                       | عداء                    | مرتبة                   |
| 91                      | Nils Brun ‏              | 38                      |
| 92                      | Aloïs Charrin ‏          | لم يكمل السباق-3        |
| 93                      | Robin Froidevaux ‏       | 69                      |
| 94                      | Simon Pellaud ‏          | 4                       |
| 95                      | سيباستيان رايشنباخ      | 13                      |
| 96                      | Luc Wirtgen ‏            | 23                      |

| XDS Astana Development Team ‏ AQD | XDS Astana Development Team ‏ AQD | XDS Astana Development Team ‏ AQD |
| -------------------------------- | -------------------------------- | -------------------------------- |
| م                                | عداء                             | مرتبة                            |
| 101                              | Harold Martín López ‏             | 29                               |
| 102                              | Alexander Winokurow              | 78                               |
| 103                              | Nil Aguilera ‏                    | 82                               |
| 104                              | Gleb Brussenskiy ‏                | 81                               |
| 105                              | Igor Chzhan ‏                     | 79                               |
| 106                              | Daniil Pronskiy ‏                 | 80                               |

| CIC U Nantes Atlantique ‏ UCN | CIC U Nantes Atlantique ‏ UCN | CIC U Nantes Atlantique ‏ UCN |
| ---------------------------- | ---------------------------- | ---------------------------- |
| م                            | عداء                         | مرتبة                        |
| 111                          | Jordan Jegat ‏                | 12                           |
| 112                          | Yaël Joalland ‏               | 45                           |
| 113                          | ايمانويل مورين               | 71                           |
| 114                          | Maël Guégan ‏                 | 54                           |
| 115                          | Robin Plamondon ‏             | 62                           |

| Leopard TOGT Pro Cycling ‏ LTP | Leopard TOGT Pro Cycling ‏ LTP | Leopard TOGT Pro Cycling ‏ LTP |
| ----------------------------- | ----------------------------- | ----------------------------- |
| م                             | عداء                          | مرتبة                         |
| 121                           | ماتياس بريجنهوج ‏              | 11                            |
| 122                           | إميل فينجبو                   | 55                            |
| 123                           | أندرياس ستوكبرو               | 37                            |
| 124                           | مادس أوسترغارد كريستنسن ‏      | 74                            |
| 125                           | Oliver Knudsen ‏               | لم يكمل السباق-3              |
| 126                           | Mats Wenzel ‏                  | 24                            |

| Nice Métropole Côte d'Azur ‏ NMC | Nice Métropole Côte d'Azur ‏ NMC | Nice Métropole Côte d'Azur ‏ NMC |
| ------------------------------- | ------------------------------- | ------------------------------- |
| م                               | عداء                            | مرتبة                           |
| 131                             | Edouard Bonnefoix ‏              | 51                              |
| 132                             | Tristan Delacroix ‏              | 72                              |
| 133                             | Jean Goubert ‏                   | 42                              |
| 134                             | Julian Lino ‏                    | 56                              |
| 135                             | Andrea Mifsud ‏                  | لم يكمل السباق-3                |
| 136                             | Larry Valvasori ‏                | لم يكمل السباق-3                |

| إتش بي بي تي بي – أوبير 93 ‏ AUB | إتش بي بي تي بي – أوبير 93 ‏ AUB | إتش بي بي تي بي – أوبير 93 ‏ AUB |
| ------------------------------- | ------------------------------- | ------------------------------- |
| م                               | عداء                            | مرتبة                           |
| 141                             | Romain Cardis ‏                  | 40                              |
| 142                             | Nicolas Debeaumarché ‏           | 39                              |
| 143                             | Thomas Devaux ‏                  | لم يكمل السباق-3                |
| 144                             | Joris Delbove ‏                  | 19                              |
| 145                             | Théo Delacroix ‏                 | 76                              |
| 146                             | Thomas Gachignard ‏              | 26                              |

| Van Rysel–Roubaix ‏ VRL | Van Rysel–Roubaix ‏ VRL | Van Rysel–Roubaix ‏ VRL |
| ---------------------- | ---------------------- | ---------------------- |
| م                      | عداء                   | مرتبة                  |
| 151                    | Maximilien Juillard ‏   | 28                     |
| 152                    | Célestin Guillon ‏      | 50                     |
| 153                    | Maxime Jarnet ‏         | 25                     |
| 154                    | كيني مولي              | 41                     |
| 155                    | Baptiste Huyet ‏        | 18                     |
| 156                    | Eliot Pauchard ‏        | 44                     |

| منتخب ألمانيا الوطني لسباق الدراجات على الطريق للرجال تحت 23 سنة ‏ GER | منتخب ألمانيا الوطني لسباق الدراجات على الطريق للرجال تحت 23 سنة ‏ GER | منتخب ألمانيا الوطني لسباق الدراجات على الطريق للرجال تحت 23 سنة ‏ GER |
| --------------------------------------------------------------------- | --------------------------------------------------------------------- | --------------------------------------------------------------------- |
| م                                                                     | عداء                                                                  | مرتبة                                                                 |
| 161                                                                   | Cedric Abt ‏                                                           | لم يكمل السباق-3                                                      |
| 162                                                                   | Vincent John ‏                                                         | لم يبدأ-3                                                             |
| 163                                                                   | Luca Martin‏                                                           | 73                                                                    |
| 164                                                                   | Tobias Müller ‏                                                        | 66                                                                    |
| 165                                                                   | Jan Rinklef ‏                                                          | لم يكمل السباق-3                                                      |
| 166                                                                   | Henri Uhlig ‏                                                          | 70                                                                    |

## التصنيف العام النهائي
| التصنيف العام         | التصنيف العام      | التصنيف العام     | التصنيف العام | التصنيف العام |
| العداء                | العداء             | الفريق            | الوقت         |               |
| --------------------- | ------------------ | ----------------- | ------------- | ------------- |
| 1                     | مايكل ستورر        | Groupama-FDJ      |               |               |
| 2                     | كيني إليسوند       | Lidl-Trek         |               |               |
| 3                     | Nicolas Prodhomme ‏ | AG2R Citroën Team |               |               |
|                       |                    |                   |               |               |
| مصدر: ProCyclingStats |                    |                   |               |               |

## وصلات خارجية
- لمحة عن سباق طواف أين 2023 على موقع  ProCyclingStats   (برو  سايكلنج  ستاتس) - إحصاءات  محترفي  الدراجات.
- طواف أين 2023 على موقع إحصائيات الدراجات الإحترافية (الإنجليزية)